# آلفرد اشنیتکه

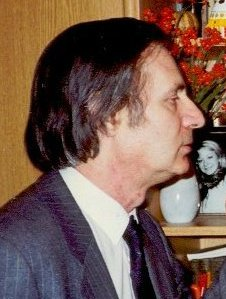
آلفرد شنیتکه

آلفرد گاریه‌ویچ اشنیتکه (به روسی: Альфред Гарриевич Шнитке) آهنگساز روسی ـ آلمانی بود. در ۲۴ نوامبر ۱۹۳۴ در اِنگِلس به دنیا آمد و در ۳ اوت ۱۹۹۸ در هامبورگ درگذشت. وی، به‌ویژه در دورهٔ اولِ آهنگسازی‌اش، بسیار تحت تأثیرِ دمیتری شوستاکوویچ بود.
از فیلم‌هایی که وی در آن‌ها نقش داشته‌است، می‌توان به کمیسر و عشق پردردسر اشاره نمود.

## برخی از آثار
- ۴ کنسرتو ویلن
- ۲ کنسرتو ویلنسل
- کنسرتو ویولا
- ۶ کنسرتو گروسو
- ۱۰ سمفونی
- ۴ چهارنوازی زهی
- ۲ سونات ویلنسل
- ۳ سونات ویلن
- رکوئیم
- اپرای فرمان یازدهم
- اپرای زندگی با یک اَبلَه
- فهرست آثار

## شنیدن آثار
- deezer
- youtube